# Mongolská plošina

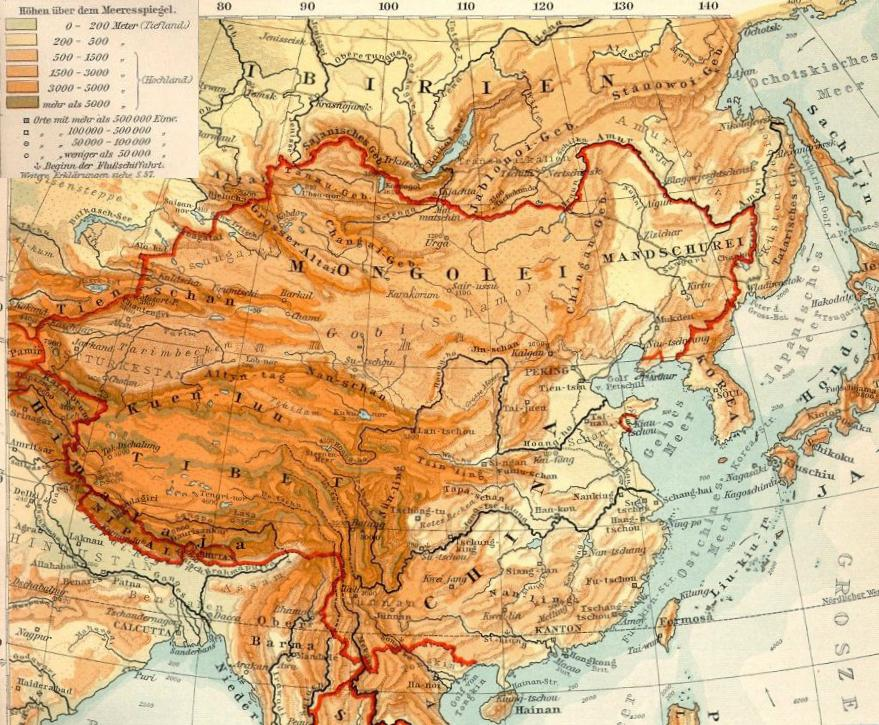
Mapa Mongolské plošiny a okolí z roku 1903

Mongolská plošina je rozsáhlá náhorní plošina ve  Střední Asii, která zahrnuje poušť Gobi a přilehlé stepi. Ze správního hlediska patří do Mongolska, Vnitřního Mongolska v Čínské lidové republice a Tuvinské republiky v Ruské federaci. V rámci Střední a Východní Asie je druhou největší náhorní plošinou po Tibetské náhorní plošině. 
Má nadmořskou výšku mezi 900 a 1500 metry nad mořem, přičemž nejnižší nadmořské výšky dosahuje v Chu-lun-pej-eru. Pohoří plošinu obklopující mají nadmořskou výšku přibližně mezi třemi a pěti tisíci metrů nad mořem. Na východě se jedná o Velký Chingan, na jihu o Jin-šan, na západě o Altaj a na severu o Sajany a Chentej.